# يعمد (بعدان)

تعديل مصدري - تعديل

يعمد هي إحدى قرى عزلة جرانة بمديرية بعدان التابعة لمحافظة إب، بلغ تعداد سكانها 353 نسمة حسب تعداد اليمن لعام 2004.